# تپه نوروزآباد ۲
تپه نوروزآباد ۲ مربوط به مس و سنگ- دوره اشکانیان است و در شهرستان کرمانشاه، بخش مرکزی، دهستان میان دربند، ۱۰۰ متری شمال غرب و غرب روستای نوروزآباد واقع شده و این اثر در تاریخ ۲۶ اسفند ۱۳۸۷ با شمارهٔ ثبت ۲۵۴۳۵ به‌عنوان یکی از آثار ملی ایران به ثبت رسیده است.